# Bahnhof Battambang

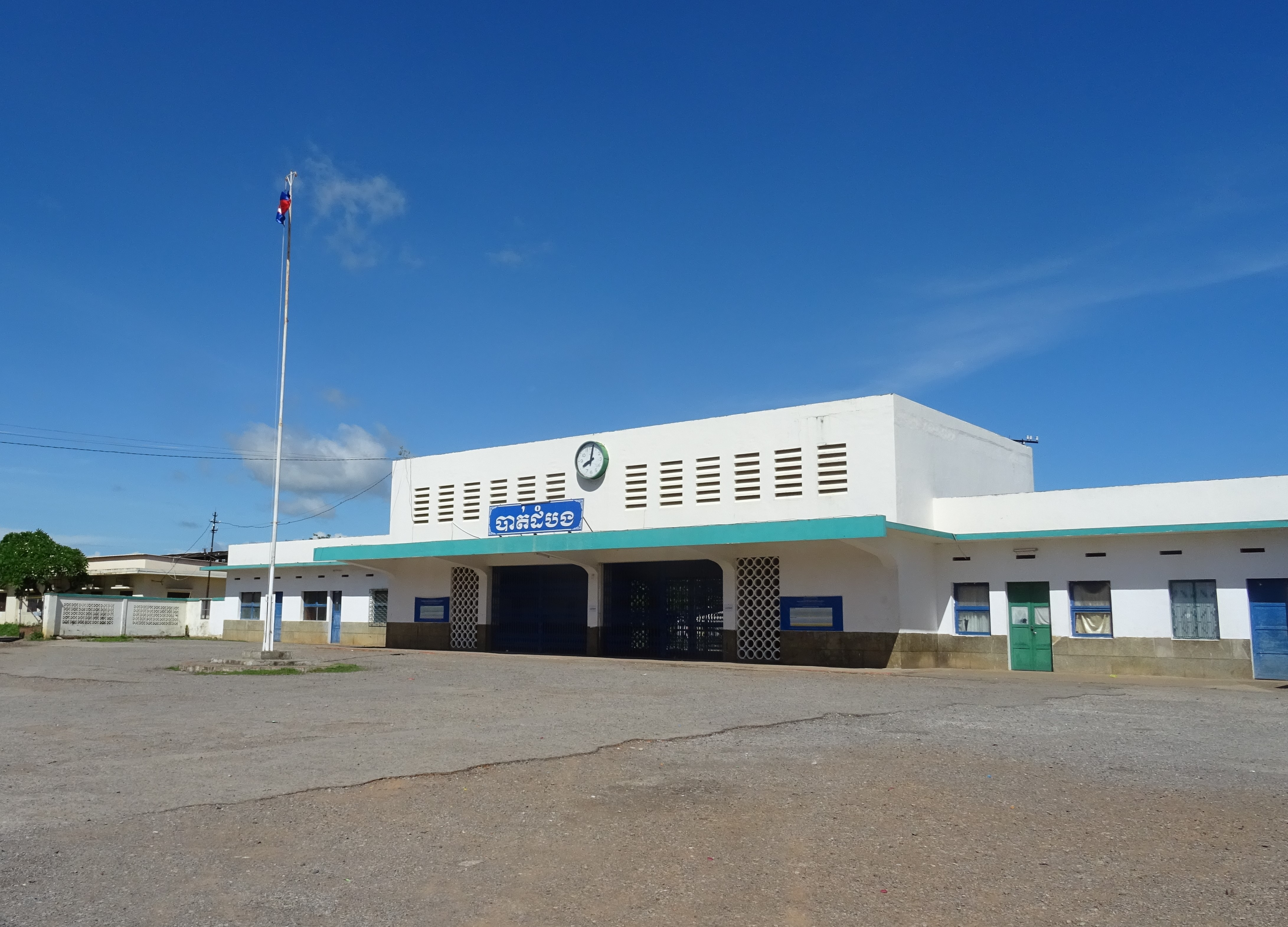
Bahnhof Battambang, 2018

Der Königliche Bahnhof Battambang (englisch: Battambang Royal Railway Station) ist ein Bahnhof in Battambang, Kambodscha. Er wurde von 1953 bis 2009 von der staatlichen Eisenbahngesellschaft Chemins de Fer Royaux du Cambodge betrieben.

## Geschichte
Der Bahnhof Battambang wurde  1953 auf der Westseite der Stadt Battambang eröffnet. Von 2009 bis 2018 war der Bahnhof sowie die Gleisanlagen an der Bahnstrecke Phnom Penh–Poipet außer Betrieb.

## Gebäude
Das Empfangsgebäude ist gut erhalten und nach der Streckenstilllegung neu angestrichen worden. Die Uhr über dem Eingang des Empfangsgebäudes steht seit 8:02 Uhr eines nicht überlieferten Tages still.
Die Gleise sind stellenweise überwachsen. Jenseits davon gibt es Reste von baufälligen Lagerhäusern, Signalanlagen und Schienenfahrzeugen. Trotz ihres mangelhaften Zustandes werden einige der Gebäude als Wohn-, Lager- und Geschäftsraum genutzt.

## Bahnstrecke

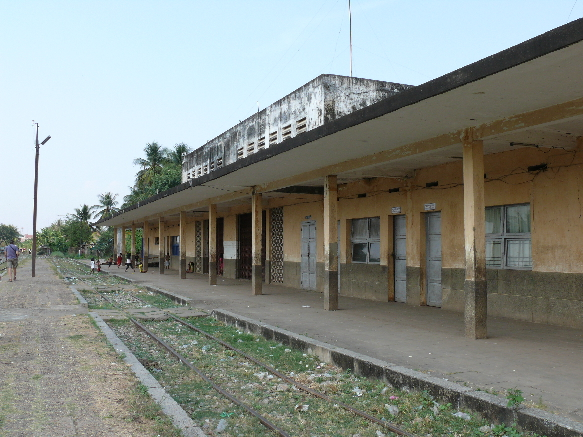
Bahnsteig, 2009

Die Eisenbahnstrecke durch Battambang hatte eine Spurweite von 1000 mm (Meterspur). Sie wurde von den Thailändern nach französischen Vorarbeiten während des Zweiten Weltkriegs fertiggestellt. Battambang gehörte während des Krieges zu Thailand.
Während des Bürgerkrieges in Kambodscha erlitt die Eisenbahn schwere Artillerie-Schäden, und die Roten Khmer zerstörten die Strecke an mehreren Stellen. In den 1980er Jahren fuhren wieder einzelne Züge zwischen Battambang und Phnom Penh. Die Fahrt auf der Strecke von weniger als 300 Kilometern dauerte etwa vierzehn Stunden. Eine Reise auf der Straße aber dauerte zwei bis drei Tage, galt als gefährlich und beschwerlich. Der Zugverkehr 2009 eingestellt.
Die Strecke wurde seit 2018 wieder ertüchtigt und zwischen Battambang sowie der Grenze nach Thailand fertiggestellt. Seit 22. April 2019 verkehren Güterzüge grenzüberschreitend über diese Strecke.

## Wissenswertes

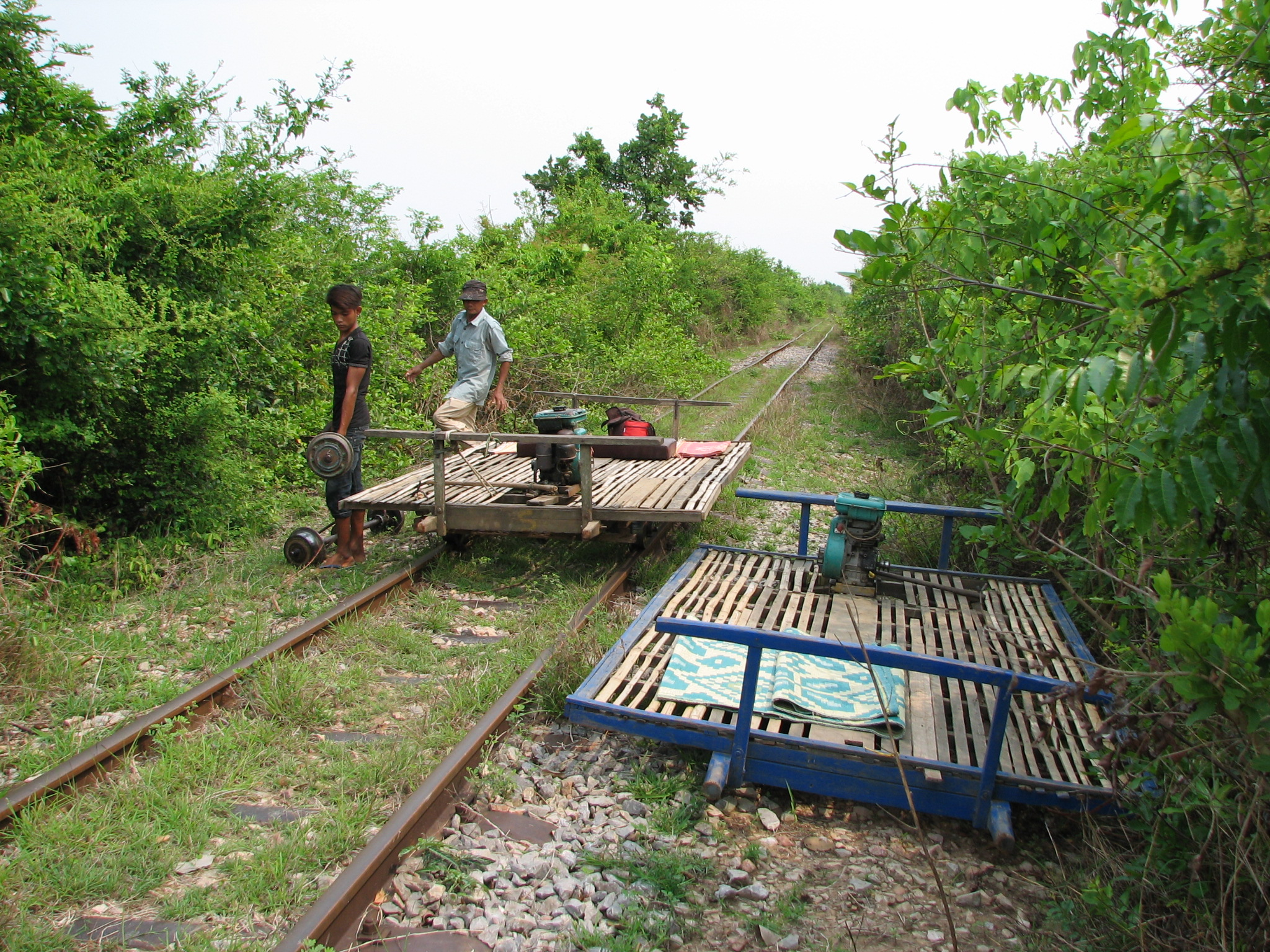
Bamboo Railway in Süd-Ost-Battambang, 2011

Etwa 4 km südöstlich befand sich an der gleichen Bahnstrecke der Bahnhof des sogenannten Bamboo Train. Der Bamboo-Train-Betrieb ist mittlerweile aufgegeben worden, da auf dem Streckenstück seit Herbst 2017 Bauarbeiten für die Reaktivierung der Strecke stattfanden.